# ريتشارد ليديزما
ريتشارد ليديزما (مواليد 6 سبتمبر 2000) هو لاعب كرة قدم أمريكي يلعب في مركز خط الوسط في نادي آيندهوفن.